# London, Ontario
London là một thành phố ở Tây Nam Ontario, Canada, nằm dọc theo hành lang thành phố Quebec-Windsor. Thành phố có dân số 366.151 người theo điều tra dân số Canada 2011. London là thủ phủ hạt Middlesex, tại ngã ba của sông Thames không thuận lợi cho tàu bè lưu thông, khoảng nửa chừng giữa Toronto, Ontario và Detroit, Michigan. Thành phố London là một thành phố riêng biệt về chính trị với hạt Middlesex, mặc dù nó vẫn là thủ phủ hạt.
London đã có khu định cư lần đầu của châu Âu giữa 1801 và 1804 bởi Peter Hagerman và trở thành một ngôi làng vào năm 1826. Kể từ đó, London đã phát triển thành đô thị lớn nhất Tây Nam tỉnh Ontario, sáp nhập của các cộng đồng nhỏ hơn bao quanh nó. Thành phố đã phát triển một trọng tâm mạnh mẽ đối với sức khỏe, chăm sóc giáo dục, du lịch, và sản xuất.
London là nơi có các trường Fanshawe College và Đại học Western Ontario, góp phần vào danh tiếng của thành phố là một trung tâm quốc tế của giáo dục đại học, nghiên cứu khoa học và hoạt động văn hóa. Thành phố tổ chức một số cuộc triển lãm âm nhạc và nghệ thuật. Lễ hội London đóng góp cho ngành du lịch của thành phố, nhưng hoạt động kinh tế của nó là trung tâm nghiên cứu giáo dục, y tế, bảo hiểm, và công nghệ thông tin. Trường đại học và bệnh viện của London là một trong mười đơn vị hành đầu về sử dụng lao động. London nằm tại ngã ba quốc lộ 401 và 402, kết nối tới Toronto, Detroit, và Sarnia. Nó cũng có một sân bay quốc tế (sân bay quốc tế London và trạm xe buýt.

## Khí hậu
| Dữ liệu khí hậu của Sân bay quốc tế London (1981−2010) | Dữ liệu khí hậu của Sân bay quốc tế London (1981−2010) | Dữ liệu khí hậu của Sân bay quốc tế London (1981−2010) | Dữ liệu khí hậu của Sân bay quốc tế London (1981−2010) | Dữ liệu khí hậu của Sân bay quốc tế London (1981−2010) | Dữ liệu khí hậu của Sân bay quốc tế London (1981−2010) | Dữ liệu khí hậu của Sân bay quốc tế London (1981−2010) | Dữ liệu khí hậu của Sân bay quốc tế London (1981−2010) | Dữ liệu khí hậu của Sân bay quốc tế London (1981−2010) | Dữ liệu khí hậu của Sân bay quốc tế London (1981−2010) | Dữ liệu khí hậu của Sân bay quốc tế London (1981−2010) | Dữ liệu khí hậu của Sân bay quốc tế London (1981−2010) | Dữ liệu khí hậu của Sân bay quốc tế London (1981−2010) | Dữ liệu khí hậu của Sân bay quốc tế London (1981−2010) |
| Tháng                                                  | 1                                                      | 2                                                      | 3                                                      | 4                                                      | 5                                                      | 6                                                      | 7                                                      | 8                                                      | 9                                                      | 10                                                     | 11                                                     | 12                                                     | Năm                                                    |
| ------------------------------------------------------ | ------------------------------------------------------ | ------------------------------------------------------ | ------------------------------------------------------ | ------------------------------------------------------ | ------------------------------------------------------ | ------------------------------------------------------ | ------------------------------------------------------ | ------------------------------------------------------ | ------------------------------------------------------ | ------------------------------------------------------ | ------------------------------------------------------ | ------------------------------------------------------ | ------------------------------------------------------ |
| Chỉ số nóng bức cao kỷ lục                             | 16.4                                                   | 18.9                                                   | 29.1                                                   | 33.9                                                   | 40.2                                                   | 44.1                                                   | 50.0                                                   | 46.5                                                   | 42.4                                                   | 37.0                                                   | 25.1                                                   | 22.0                                                   | 50.0                                                   |
| Cao kỉ lục °C (°F)                                     | 16.7 (62.1)                                            | 17.8 (64.0)                                            | 27.2 (81.0)                                            | 29.4 (84.9)                                            | 32.4 (90.3)                                            | 38.2 (100.8)                                           | 36.7 (98.1)                                            | 37.0 (98.6)                                            | 34.4 (93.9)                                            | 30.0 (86.0)                                            | 24.4 (75.9)                                            | 18.5 (65.3)                                            | 38.2 (100.8)                                           |
| Trung bình ngày tối đa °C (°F)                         | −1.9 (28.6)                                            | −0.5 (31.1)                                            | 4.4 (39.9)                                             | 12.1 (53.8)                                            | 19.0 (66.2)                                            | 24.0 (75.2)                                            | 26.4 (79.5)                                            | 25.3 (77.5)                                            | 21.1 (70.0)                                            | 14.2 (57.6)                                            | 7.2 (45.0)                                             | 0.9 (33.6)                                             | 12.7 (54.9)                                            |
| Trung bình ngày °C (°F)                                | −5.6 (21.9)                                            | −4.5 (23.9)                                            | −0.1 (31.8)                                            | 6.8 (44.2)                                             | 13.1 (55.6)                                            | 18.3 (64.9)                                            | 20.8 (69.4)                                            | 19.7 (67.5)                                            | 15.5 (59.9)                                            | 9.2 (48.6)                                             | 3.4 (38.1)                                             | −2.6 (27.3)                                            | 7.9 (46.2)                                             |
| Tối thiểu trung bình ngày °C (°F)                      | −9.2 (15.4)                                            | −8.6 (16.5)                                            | −4.5 (23.9)                                            | 1.5 (34.7)                                             | 7.2 (45.0)                                             | 12.6 (54.7)                                            | 15.1 (59.2)                                            | 14.0 (57.2)                                            | 9.9 (49.8)                                             | 4.3 (39.7)                                             | −0.4 (31.3)                                            | −6.1 (21.0)                                            | 3.0 (37.4)                                             |
| Thấp kỉ lục °C (°F)                                    | −31.7 (−25.1)                                          | −29.5 (−21.1)                                          | −24.8 (−12.6)                                          | −12.2 (10.0)                                           | −5 (23)                                                | −0.6 (30.9)                                            | 5.0 (41.0)                                             | 1.5 (34.7)                                             | −3.3 (26.1)                                            | −11.1 (12.0)                                           | −18.3 (−0.9)                                           | −26.9 (−16.4)                                          | −31.7 (−25.1)                                          |
| Chỉ số phong hàn thấp kỷ lục                           | −41.1                                                  | −35                                                    | −32.2                                                  | −22.2                                                  | −10.3                                                  | −2                                                     | 0.0                                                    | 0.0                                                    | −5.2                                                   | −13.6                                                  | −25.6                                                  | −35.8                                                  | −41.1                                                  |
| Lượng Giáng thủy trung bình mm (inches)                | 74.2 (2.92)                                            | 65.5 (2.58)                                            | 71.5 (2.81)                                            | 83.4 (3.28)                                            | 89.8 (3.54)                                            | 91.7 (3.61)                                            | 82.7 (3.26)                                            | 82.9 (3.26)                                            | 103.0 (4.06)                                           | 81.3 (3.20)                                            | 98.0 (3.86)                                            | 87.5 (3.44)                                            | 1.011,5 (39.82)                                        |
| Lượng mưa trung bình mm (inches)                       | 33.4 (1.31)                                            | 33.6 (1.32)                                            | 46.3 (1.82)                                            | 74.7 (2.94)                                            | 89.4 (3.52)                                            | 91.7 (3.61)                                            | 82.7 (3.26)                                            | 82.9 (3.26)                                            | 103.0 (4.06)                                           | 78.1 (3.07)                                            | 83.2 (3.28)                                            | 46.9 (1.85)                                            | 845.9 (33.30)                                          |
| Lượng tuyết rơi trung bình cm (inches)                 | 49.3 (19.4)                                            | 38.4 (15.1)                                            | 29.4 (11.6)                                            | 9.4 (3.7)                                              | 0.4 (0.2)                                              | 0.0 (0.0)                                              | 0.0 (0.0)                                              | 0.0 (0.0)                                              | 0.0 (0.0)                                              | 3.2 (1.3)                                              | 16.6 (6.5)                                             | 47.6 (18.7)                                            | 194.3 (76.5)                                           |
| Số ngày giáng thủy trung bình (≥ 0.2 mm)               | 18.8                                                   | 15.1                                                   | 15.3                                                   | 14.1                                                   | 12.7                                                   | 11.6                                                   | 11.2                                                   | 10.4                                                   | 12.1                                                   | 13.1                                                   | 15.8                                                   | 18.0                                                   | 168.0                                                  |
| Số ngày mưa trung bình (≥ 0.2 mm)                      | 6.3                                                    | 5.4                                                    | 8.3                                                    | 12.0                                                   | 12.7                                                   | 11.6                                                   | 11.3                                                   | 10.4                                                   | 12.1                                                   | 13.0                                                   | 11.6                                                   | 7.8                                                    | 122.4                                                  |
| Số ngày tuyết rơi trung bình (≥ 0.2 cm)                | 15.3                                                   | 12.1                                                   | 9.1                                                    | 3.5                                                    | 0.18                                                   | 0.0                                                    | 0.0                                                    | 0.0                                                    | 0.0                                                    | 1.2                                                    | 5.7                                                    | 13.2                                                   | 60.3                                                   |
| Độ ẩm tương đối trung bình (%)                         | 83.5                                                   | 81.4                                                   | 81.2                                                   | 79.8                                                   | 80.7                                                   | 84.5                                                   | 88.1                                                   | 91.0                                                   | 90.7                                                   | 87.2                                                   | 84.9                                                   | 84.4                                                   | 84.8                                                   |
| Số giờ nắng trung bình tháng                           | 64.4                                                   | 89.9                                                   | 124.0                                                  | 158.0                                                  | 219.6                                                  | 244.3                                                  | 261.6                                                  | 217.7                                                  | 165.1                                                  | 128.7                                                  | 67.4                                                   | 52.1                                                   | 1.792,6                                                |
| Phần trăm nắng có thể                                  | 22.1                                                   | 30.4                                                   | 33.6                                                   | 39.4                                                   | 48.4                                                   | 53.2                                                   | 56.2                                                   | 50.4                                                   | 43.9                                                   | 37.5                                                   | 23.0                                                   | 18.5                                                   | 38.1                                                   |
| Nguồn: Environment Canada                              |                                                        |                                                        |                                                        |                                                        |                                                        |                                                        |                                                        |                                                        |                                                        |                                                        |                                                        |                                                        |                                                        |